# Diego Ocampo
Diego Ocampo (Ourense, Espanya, 9 de gener de 1976) és un entrenador espanyol de bàsquet.
Va iniciar la seva carrera professional en les categories inferiors de l'AB Orense i la seva primera experiència com a professional va ser a la Lliga LEB 1 com a ajudant del Club Ourense Baloncesto, on va romandre dues temporades fins que en la 2004-05 va marxar com a segon entrenador de Salva Maldonado al Club Bàsquet Tarragona. Després de la destitució de Maldonado, el tècnic gallec es va fer càrrec de l'equip durant dues temporades més, arribant a classificar al club català per primera i única vegada en la seva història per als 'play-offs' d'ascens a la Lliga ACB.
Finalitzat el seu periple a Tarragona, va donar el salt a la màxima categoria per acompanyar Pedro Martínez a l'ambiciós projecte de l'Akasvayu Girona. Un any després, a la temporada 2008-09, recauria en el club en què més temps ha romàs, el Cajasol Sevilla. Va començar com a entrenador ajudant i la seva relació amb el club sevillà es va perllongar durant sis campanyes. En aquest període, Ocampo va tenir l'oportunitat de treballar com a ajudant de Pedro Martínez Sánchez, Joan Plaza i Aíto García Reneses.
A l'estiu de 2014 va signar contracte amb el club UCAM Múrcia CB per a exercir com a primer entrenador per una campanya, en substitució de Marcelo Nicola. Amb ell al comandament, l'equip va aconseguir realitzar la millor temporada de la història del club a l'ACB per finalitzar amb un rècord de 17-17 en lliga regular i lluitant fins a les últimes jornades per entrar a playoff. El club no li va oferir la renovació al final de la temporada, i va acabar sent presentat com a nou entrenador del CB Estudiantes, club històric de l'ACB amb una llarga tradició basada en la seva prolífica pedrera de formació, aquell mateix estiu. Ocampo va ser destituït a finals de gener d'aquella temporada. L'estiu del 2016 va signar contracte amb el Club Joventut de Badalona, club que va dirigir durant una temporada i mitja, ja que va ser destituït en el mes de febrer a causa dels mals resultats.
El 29 d'abril de 2018 va ser contractat per l'ICL Manresa de la Lliga LEB Or, un cop acabada la fase regular, amb l'objectiu de pujar l'equip a la màxima categoria, fita que va assolir. El 26 de juny anuncià que no continuaria a Manresa i es va convertir en el nou entrenador del filial del FC Barcelona, també de la LEB Or.
L'11 de juliol de 2020 va tornar a l'ACB en fitxar pel Casademont Zaragoza per dues temporades, del que va ser destituït després de dues victòries i sis derrotes en les primeres vuit jornades de lliga. L'estiu de 2021 signa pels Frankfurt Skyliners de la Basketball Bundesliga, i en el mes d'abril de 2022 signa pel Tizona de LEB Plata, per disputar els play-offs d'ascens a Lliga LEB Or.
La temporada 2022-23 torna a fer-se càrrec del conjunt burgalès a LEB Plata i aconsegueix ascendir a LEB Or. A l'estiu de 2024 fitxa com a entrenador per BAXI Manresa de la lliga ACB, on ja havia estat al 2018.

## Carrera esportiva en Seleccions nacionals
En les categories inferiors de la Selecció espanyola ha dirigit tres combinats diferents, amb els que el 2009 va aconseguir l'or a l'Europeu de Kaunas, al comandament de la sub-16; va dirigir a la sub-17 al Mundial d'Hamburg 2010, i el 2011 va aconseguir el bronze amb la sub-16 a la República Txeca. Al marge de dirigir a aquests equips, també ha actuat com a Entrenador ajudant i preparador físic de la Selecció B (2006-07) i com Seleccionador de Galícia.
En el mes de juliol de 2023 es converteix en entrenador de la Selecció de bàsquet de la República Txeca, que compagina amb el seu càrrec d'entrenador del Tizona a LEB Or.